# Chained to the Rhythm
Singles de Katy Perry
Rise
(2016) Bon Appétit
(2017)
Singles par Skip Marley
Lions
(2017) Calm Down
(2017)
Pistes de Witness
Miss You More
(8) Tsunami
(10)
Chained to the Rhythm (traduit en français par : « Enchaîné au rythme ») est une chanson de l’auteure-compositrice-interprète américaine Katy Perry, avec la participation de l’artiste jamaïcain Skip Marley et de la chanteuse australienne Sia, bien que non créditée. Ces deux derniers aident Perry à écrire le titre avec Max Martin et Ali Payami, qui assurent sa production intégrale. Sorti le 10 février 2017 au format numérique et simultanément sur toutes les plateformes de téléchargement sous le label Capitol en tant que premier single issu de son cinquième album studio à paraître, Chained to the Rhythm est un morceau transporté par des notes de piano, de guitare et de percussions, mêlant à la fois des éléments de musique dancehall et disco. Composé à partir d’un tempo similaire aux précédents singles de Perry, il comporte une transition musicale parlée et des refrains.

## Genèse et développement
En août 2016, Perry déclare qu’elle aspire à concevoir une musique qui puisse « rapprocher, être comprise de tous et inspirer » et raconte lors d’une entrevue avec Ryan Seacrest que tout ceci n’était que « pur amusement », tout en étant capable de « créer de nouvelles expériences avec différents producteurs, collaborateurs et styles ». Le 8 février 2017, une campagne promotionnelle d’envergure mondiale est lancée sans annonce préalable. Celle-ci implique une chasse au trésor dans plusieurs villes du globe à travers laquelle les participants se doivent de rechercher des boules à facettes  afin de pouvoir écouter un extrait de la chanson. Deux jours plus tard, le single est publié sur toutes les plateformes de téléchargement en ligne.